# Bomolocha latalis
Bomolocha latalis är en fjärilsart som beskrevs av Achille Guenée 1854. Bomolocha latalis ingår i släktet Bomolocha och familjen nattflyn. Inga underarter finns listade i Catalogue of Life.